# 미쿠리야역 (시즈오카현)
미쿠리야역(일본어: 御厨駅)은 일본 시즈오카현 이와타시에 있는 도카이도 여객철도 도카이 본선의 역이며 역 번호는CA30이다.
주민들의 노력으로 신설이 결정된 청원역으로, 역명은 구 미쿠리야촌에서 유래했으며 도카이도 본선 시즈오카 현내 구간에 역 신설은 아이노역 이후 19년이며. 2020년 3월 14일에 개업하였다.

## 역사
- 1987년 : 주민의 청원서가 이와타시에 제출되었다.
- 1990년 : 이와타시가 도카이 여객철도에게 신역 설치 요청서를 제출했다.
- 2016년  6월 11일: 착공
- 2019년 2월 6일: 역명이 ' 미쿠리야역 '으로 결정되었음이 발표되었다.
- 2020년 3월 14일 : 영업 개시

## 역 구조
상대식 홈 2면 2선을 갖춘 지상역이며,  야마하 스타디움에서 개최되는 주빌로 이와타 주최 경기의 혼잡을 예상하여 홈 폭을 5m로 넓게 만들었다 . 홈 아래를 암거로 만든 구라니시카와 강이 가로지르고 있다.
역사는 승강장 상공에 설치된 교량형 역사다. 도카이도 본선과 이 부근에는 도카이도 신칸센을 가로지르는 자유 통로를 통해 북쪽 출구와 남쪽 출구, 서쪽 출구가 설치되어 있으며, 서쪽 출구는 향후 파크 앤 라이드의 이용도 예상하고 있다.
이와타 역이 관리하는 업무 위탁역으로, 영업은 도카이 교통 사업이 대신 하고 있다

### 승강장
| 1·2 | ■ 도카이도 본선 | 시즈오카 · 누마즈 방면   |
| 3·4 | ■ 도카이도 본선 | 하마마쓰 · 도요하시 방면 |

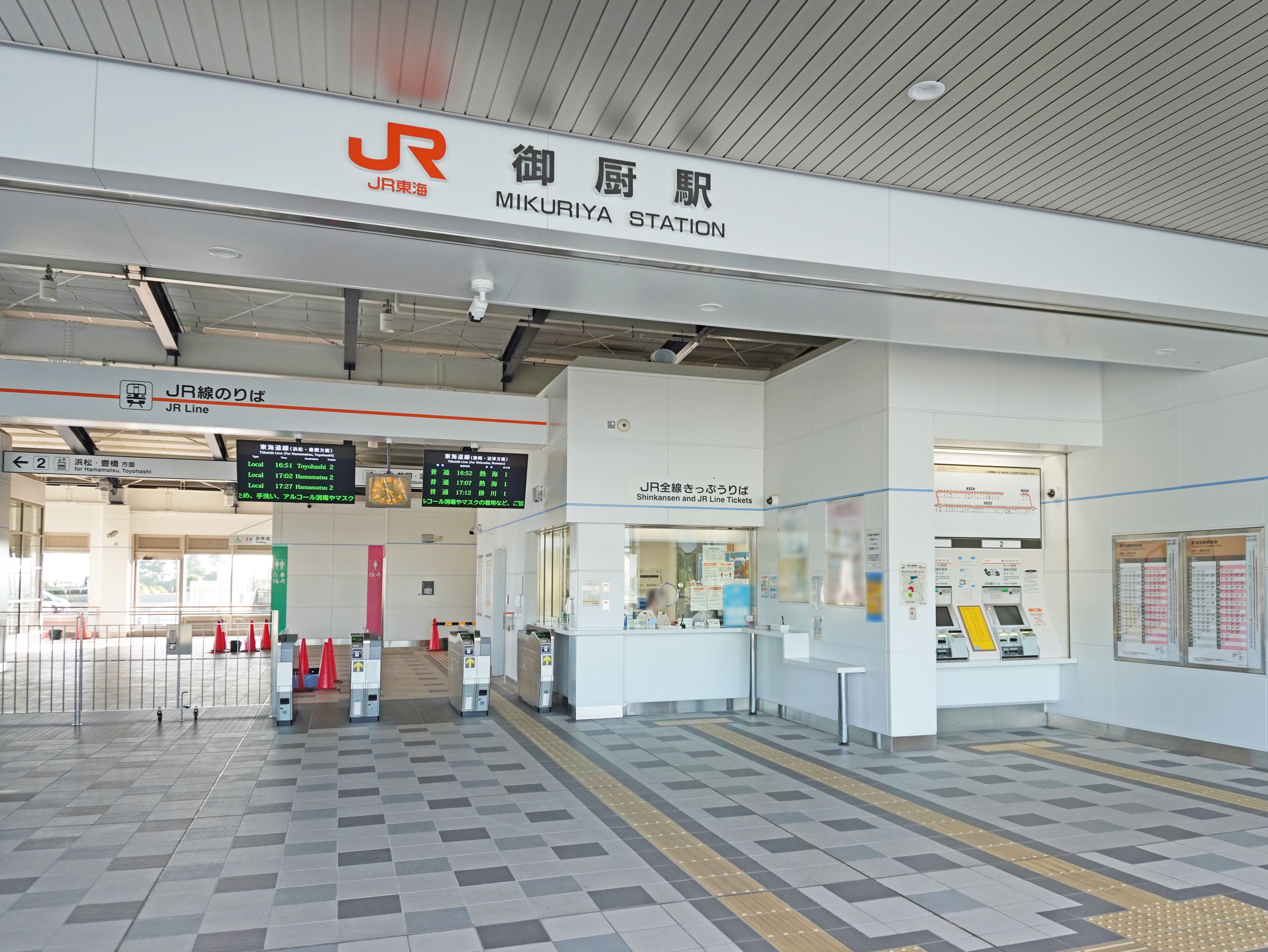
개찰구（2022년 9월）
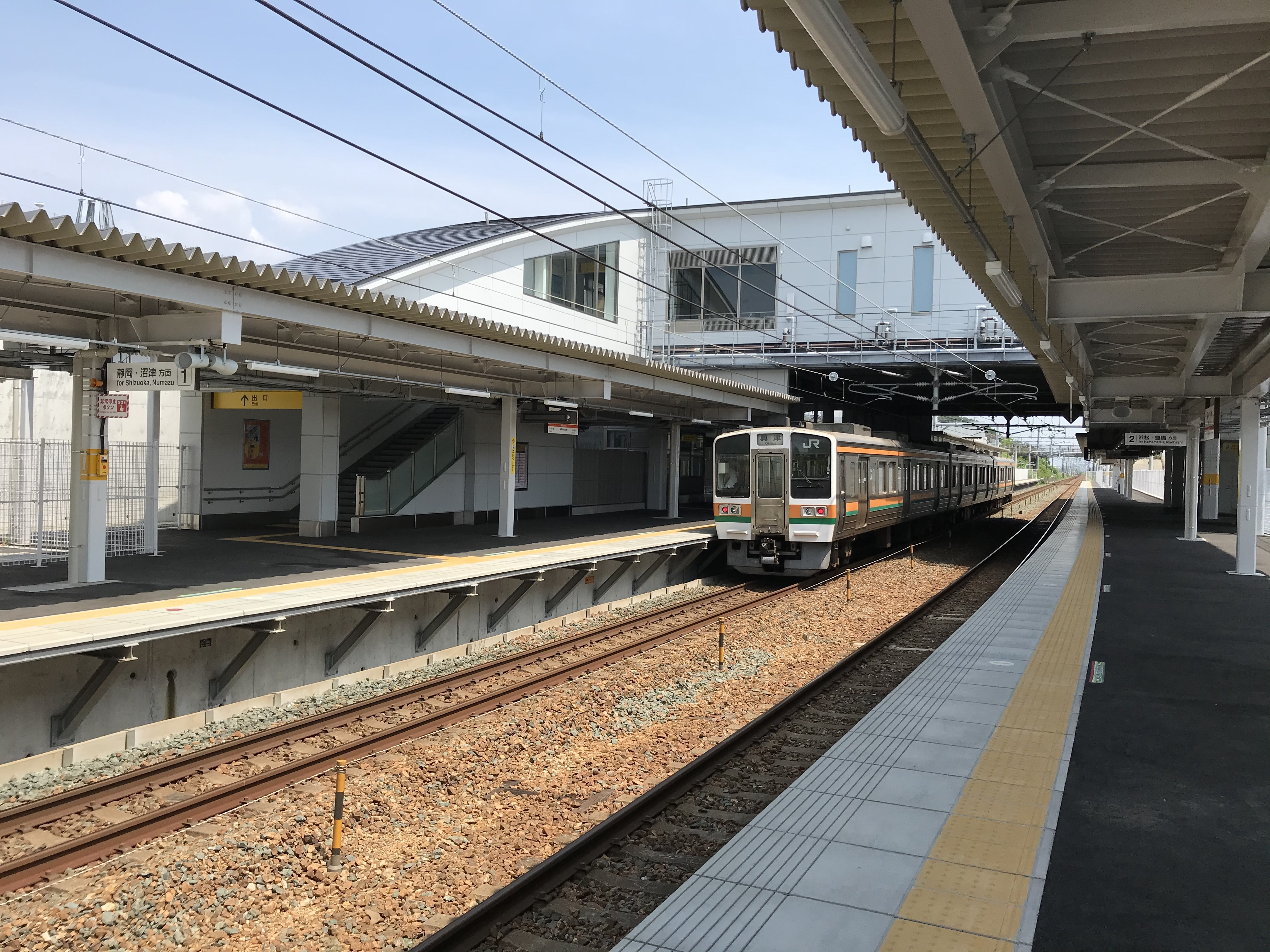
홈（2020년 8월）
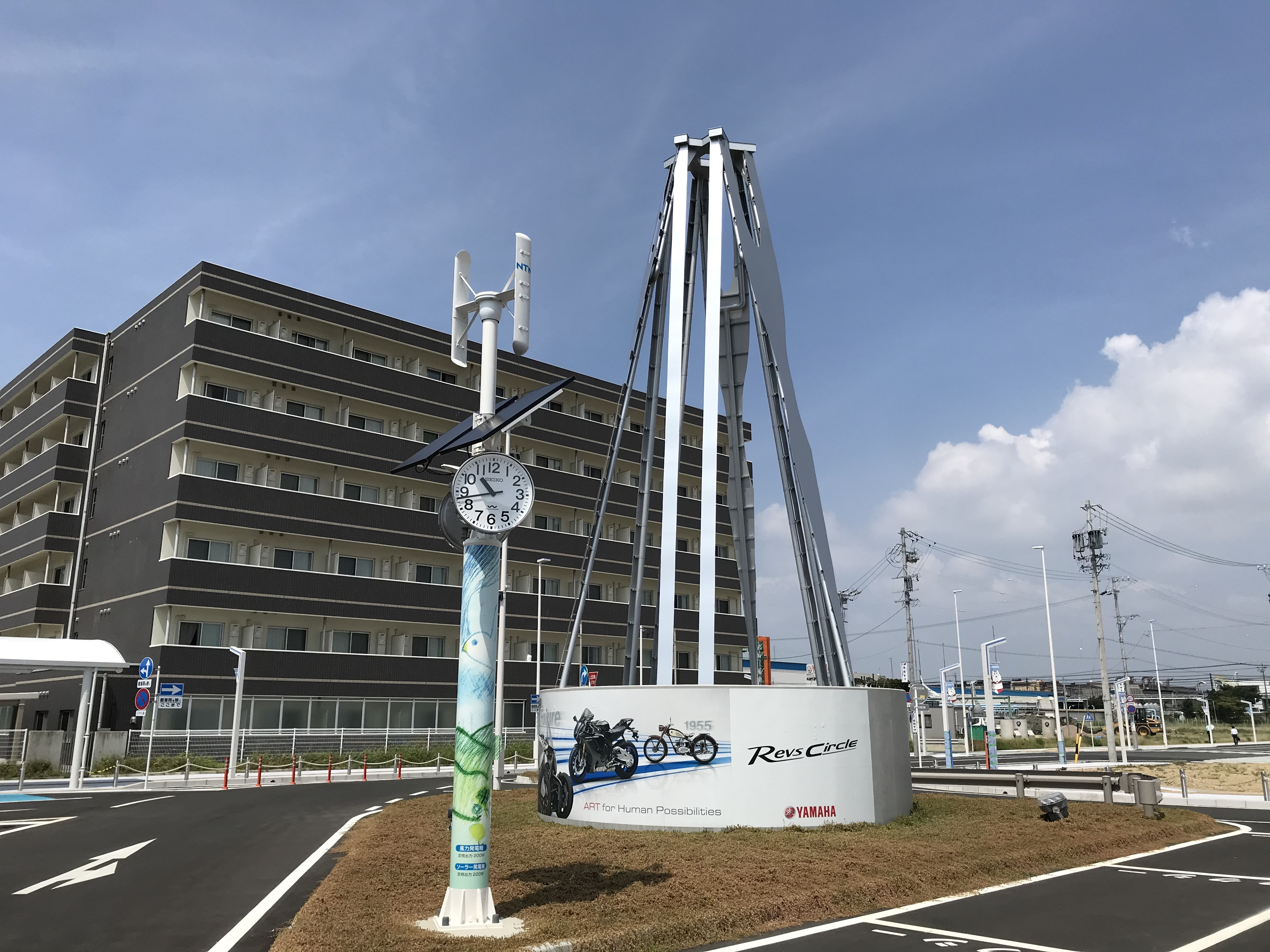
Revs서클 모뉴먼트（2020년 8월）

## 역 주변
야마하 관련 시설과 고분이 산재해 있다.
- 야마하발동기
- 야마하 스타디움 * 야마하 스타디움.
- 야마하 커뮤니케이션 플라자
- 야마하 스타디움
- 야마하 스타디움
- 야마하 커뮤니케이션 플라자
- 야마하 스타디움
- 우사기야마 공원
- 이와타시립 신메이 중학교 * 이와타시립 신메이 중학교
- 가마타 신묘궁
- 이오지 절
- NTN 이와타 제작소
- DOWA 메타닉스 * 도와메타닉스 * 미쿠리야 우체국
- 미쿠리야 우체국
- 이와타 경찰서 미쿠리야역 앞 파출소